# Korppinen (sjö i Villmanstrand, Södra Karelen)
Korppinen är en sjö i kommunen Villmanstrand i landskapet Södra Karelen i Finland. Sjön ligger 44,9 meter över havet. Arean är 62 hektar och strandlinjen är 8,48 kilometer lång. Sjön  ingår i Vilajokis huvudavrinningsområde.   Den ligger omkring 24 km söder om Villmanstrand och omkring 180 km öster om Helsingfors. 